# 第一次看家
《第一次看家》是ZERO在2001年12月28日發售的戀愛冒險類型成人遊戲。重製版在2005年10月7日開售。DVDPG版、BDPG版、Android版在2010年至2013年期間公開。
《第一次看家》擁有多條劇情分支路線，每條路線皆有一系列預先設定的場景和人物互動。其主要聚焦於女主角跟玩家角色的互動，並刻畫了角色之間的性行為。整個故事以主角遠藤宏的視角作切入點。他是個大學生，在遊戲開始的約一年半前認識了兩位女主角觀月詩織和沙織，並被她們晚歸的母親拜託在她們獨自留家時照顧之。
本作因為重點刻畫玩家角色與蘿莉系女主角之間的性行為和價格低廉，而在美少女遊戲玩家圈子內獲得人氣，並驅使不少成人遊戲公司推出主打有關題材的成人遊戲。《第一次看家》之後改編成其他作品。2020年至2021年期間，mary jane先後推出了本作的兩集改編動畫。

## 遊戲系統
《第一次看家》採取戀愛冒險的遊玩方式，玩家所扮演的是本作的主角遠藤宏。玩家在遊玩的時候都需閱覽熒幕上所顯示的文本和聆聽遊戲發出的聲音，用以了解故事情節和人物之間的對話。文字和聲音會與人物拼合圖和背景一同出現，用以表示遠藤在跟誰對話。玩家會在故事中遇見代替背景和人物拼合圖的计算机图形。《第一次看家》擁有多條劇情分支路線，每條路線的结局皆有所不同。玩家的選擇會影響之後的劇情路線，從而影響結局。
本作角色之間的關係亦帶有一定性意味。有關場景包括手交、口交、性交。玩家在某些預設的段落中須選擇行為選項。對話框的下一段文本在做出選擇前並不能夠顯示。玩家必須反覆載入選項頁面並選擇不同的選項，才能夠觀覽存於不同路線的劇情。《第一次看家》擁有多個結局。

## 情節
女主角觀月詩織和沙織連同母親在約一年半前一起搬到主角遠藤宏所居住的公寓。但觀月姊妹沒過幾天便在塞冬之下丟失了鎖匙，而其母親巧好又要晚歸。遠藤得悉上述情況後，便把她們倆邀到自己家遊玩，待其母親回家。自此，觀月一家便跟遠藤維持友好關係，觀月姊妹亦稱遠藤為「哥哥」。一年半後的夏天，詩織跟沙織各自需參加料理教室和籃球俱樂部的活動。而兩人在對方參加活動的那一天皆不需參與自身的活動。因此其晚歸的母親便拜託遠藤在她們獨自在家時照顧好她們。遠藤於是藉機跟觀月姊妹發生性行為。之後的劇情以他們在日常中發生性行為的場景為主軸。
最後的劇情會隨着玩家的選項而出現變化。在觀月姊妹的個人線中，她們倆在某一天得知母親因為工作上的需要而將要搬回家鄉。於是在跟遠藤留下夏天的美好回憶後便與之告別。幾個月後，觀月姊妹的其中一位會從家鄉回到遠藤身邊，說要與之結婚。在雙子線中，觀月姊妹因為近藤無法在「喜歡誰」一事上下決定而與之對質，結果反被近藤說服，決定把這段三角關係維持下去。之後她們倆因為母親工作上的需要而需要搬回家鄉。幾個月後，觀月姊妹回到遠藤身邊，繼與之發生肉體關係。在壞結局線中，觀月姊妹搬回家鄉後再也沒有跟主角見面。

## 角色
（官方並沒有公開原作聲優，以下僅列出OVA聲優。）
遠藤宏（OVA聲優：朝野ヒカリ）
本作男主角，是個大學生。在遊戲開始的約一年半前認識了兩位女主角觀月詩織和沙織，並被她們晚歸的母親拜託在她們獨自留家時照顧之。
觀月詩織（OVA聲優：蒼乃むすび）
觀月姊妹的其中一人。與沙織相反，個性文靜，善於做家務，不善於運動。
觀月沙織（OVA聲優：東シヅ）
觀月姊妹的其中一人。與詩織相反，個性活潑，善於做運動，不善於做家務。

## 開發
《第一次看家》由ZERO負責開發。官方並沒有公佈製作人員名單，但亦有資料顯示其劇本由和葉月博規共同構思。主題曲由和創作，後者獻唱。

## 發行

### 遊戲
2001年12月11日，ZERO在官方網站上發佈本作的開場動畫。《第一次看家》於2001年12月28日發行，同時相容Windows 95/98/2000/Me/XP。重製版則於2005年10月7日發行。2010年11月18日，aicherry發售了本作的DVDPG版，使其能通過DVD播放器遊玩。Asoberu! BD-Game（あそべる！ BD-GAME）於2011年12月16日發行本作的藍光版。Android版於2013年1月31日在VisualMarke上發佈。

### OVA
OVA版是由mary jane（メリー・ジェーン）在2020年12月4日和2021年3月5日分別發售2集的成人動畫，每集時長約20分鐘。第1集的女主角為觀月詩織，第2集則為觀月沙織。
| 集數 | 副標題     | 發售日        |
| --- | ---------- | ------------- |
| 1 | 觀月詩織篇 | 2020年12月4日 |
| 詩織跟主角「哥哥」一起吃過素麵後，同時想上廁所。主角此時則向詩織建議互看對方上廁所的樣子，她繼答應之。不過詩織卻於廁所內尿不出來，於是主角便以手交去幫助她。她上完後發現廁所沒廁紙，於是「哥哥」便為她舔乾淨。詩織為此感到興奮，繼與之性交。接下來某一天，主角在跟詩織聊起制服的話題時，發現她因班上的評價而認為自己不適合穿制服。主角則持相反立場，並要求詩織穿制服給自己看。詩織换上制服後，主角因認為她太可愛而忍不住與之性交。 |            |               |
| 2 | 觀月沙織篇 | 2021年3月5日  |
| 沙織在跟主角一起學習時，被問道為何想跟「哥哥」一起學習。她則回答說這樣能讓自己感受到浪漫，彿如以往看的電視劇般。兩者繼而開始模彷電視劇的男女主角般親吻，並互相引誘對方作出進一步的行為。兩者最終在窗旁性交。接下來某一天，沙織從母親的房間拿出假陰莖給主角看，邀請他跟自己一起「玩」。主角繼開始以該具假陰莖刺激沙織的性感帶。兩者進而肛交。                                                                                       |            |               |

## 評論
本作因為重點刻畫玩家角色與蘿莉系女主角之間的性行為和價格低廉，而在美少女遊戲玩家圈子內獲得人氣。它在開售後便出現供不應求的情況，令不少玩家於秋葉原四處尋找還有貨存的店鋪。根據美少女遊戲業內報章《PC NEWS》的統計，在2001年1月1日至1月15日期間，《第一次看家》登上了日本全國美少女遊戲銷量排行榜的第5位。它在1月的其餘日子內升至第4位。其後又在2月的首兩週升至第3位。後兩週則跌至11位。此外，它亦在1月16日至2月15日期間登上《BugBug》的美少女遊戲銷量排行榜第3位，《BugBug》同時讚揚這部作品的畫風和配音。
本作在成人遊戲雜誌《BugBug》的2001年美少女遊戲讀者人氣投票中並沒有上榜。《BugBug》的部分編輯在編輯部座談會上亦指出本作在玩家圈子中有一定人氣。
之後不少成人遊戲公司決定推出主打有關題材的成人遊戲。不過由於市場飽和和有關內容的審查日漸嚴格，故蘿莉系成人遊戲在此之後出現衰退跡象。
以前《第一次看家》剛推出時，不少公司覺得「這樣就能暢賣！」，於是便把資源一口氣投放在有關類型的遊戲上。原本蘿莉系只有很少的餅可以分，[玩家]在見到那麼多製作精良的遊戲便會一躍而上。這樣的地毯式轟炸不用多久便令市場飽和。
 — 《空想女裝少年收藏》

### 資料
- 土方敏良 (编).  . 一迅社. 2005-07-01. ISBN 978-4758010382 （日语）.
- . 三才ブックス. 2010-04-19. ISBN 978-4861992513 （日语）.

## 外部連結
- 官方網站 （页面存档备份，存于）（日語）
- 動畫官方的X（前Twitter）（日語）